# Knut Kircher
Knut Kircher (født 2. februar 1969 født i Hirschau, Vesttyskland ) er en tysk fodbolddommer. I 1998 blev han dommer i 2. Bundesliga. Kircher blev i sæsonen 2001/2002 udnævnt til dommer i den tyske 1. Fußball-Bundesligaen. I 2004 blev han FIFA-dommer. Han dømte sin første landskamp den 8. september 2004; Det var VM-kvalificeringskampen mellem Andorra og Rumænien som endte 1–5.